# 向き付け可能性

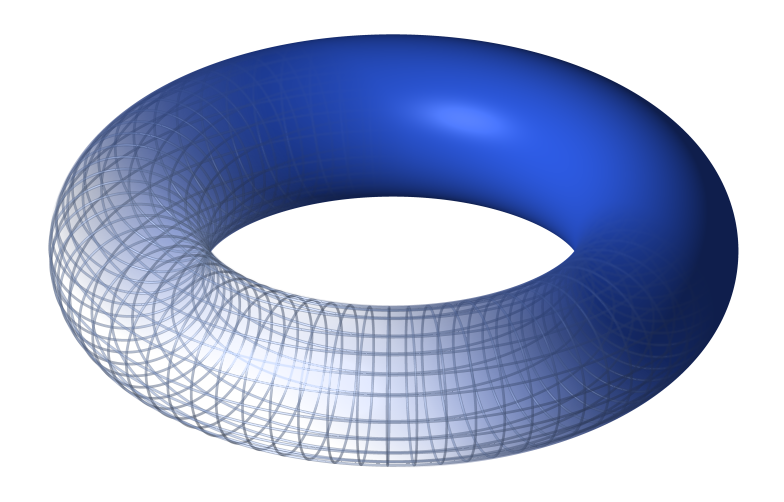
トーラスは向き付け可能

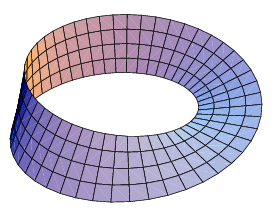
メビウスの帯は向き付け不可能な曲面

ローマン曲面(Roman surface)は向き付け不可能な曲面

数学では、向き付け可能性(orientability)とは、ユークリッド空間内の曲面の性質であり、曲面のすべての点で法線の方向を整合性を持って選択できるか否かという性質である。曲面の法線の方向の選択は、例えばストークスの定理に必要であるように、右手の法則を使い曲面内のループの「時計回り」方向を決めることができる。より一般に、抽象的な曲面や多様体の向き付け可能性とは、多様体内のすべてのループの「時計回り」方向を整合性を持って選択可能か否かという性質である。同じことであるが、曲面が向き付け可能であるとは、空間内の  のような二次元の図形が、空間の中を（連続的に）動き回って、スタート地点へ戻ってきても、決して自分自身の鏡像  にはならない場合を言う。
向き付け可能性の考え方は、同じように高次元の多様体へ一般化できる。向きの選択が整合性を持つ多様体を向き付け可能といい、連結で向き付け可能な多様体は、ちょうど 2つの異なる向き付けが可能である。この設定で、必要な応用や一般性の度合いに依存した様々な向き付け可能性の同値な定式化が可能である。一般の位相多様体への応用する定式化は、ホモロジー論の方法を活用することが多いのに対し、微分可能多様体(differentiable manifold)に対してはより詳細な構造があり、微分形式の言葉で定式化できる。空間の向き付け可能性の考え方の重要な一般化は、ある他の空間（ファイバーバンドル）にパラメトライズされた空間の族の向き付け可能性である。その際には、向きは、パラメータの値の変化につれて、各々の空間が連続的に変化するよう選択せねばならない。

## 向き付け可能曲面

このアニメーションでは、曲面の法線ベクトル上の右手系に沿って回転するギアを使い、単純に向きつけ可能であることを示している。境界の曲線の向きは、歯車の動きに押されたときに点が動く方向とする。メビウスの帯のような向き付け不可能な曲面では、境界は同時に両方向へ動かざるをえなくなるが、そのようなことはできない。

ユークリッド空間 R3 内の曲面 S は、二次元の図形（例えば、）が曲面上を動き回ってスタート地点へ戻った時に、鏡像（）になるようにできない場合に、向き付け可能であるという。そうでない場合を向き付け不可能であるという。抽象的な曲面（つまり二次元多様体）が向き付け可能とは、連続的に動かすことで整合性をもって曲面上に時計回りの回転を定義できる場合をいう。いわば、曲面上のある向きのループを、（自己交叉することなく）反対向きのループへ連続変形できない場合、向き付け可能と言う。このことは、曲面がメビウスの帯に同相な部分集合を含まないかどうかという問いと同値であることが分かる。したがって曲面については、メビウスの帯は向き付け不可能さのすべての根源だと考えることができよう。
向き付け可能曲面において、「時計回り」（反時計回りと相反するもの）を整合性を持って選んだものを向きと言い、その曲面は向き付けられたと言う。ユークリッド空間内に埋め込まれた曲面に対し、全ての点で連続的に変化する曲面に対する法線 n の選択により、向きが特定される。法線ベクトルが全て存在するときは常に、2つの方法 n もしくは −n を選択できる。より一般には、向き付け可能曲面はちょうど2通りの向き付けが可能であり、向き付けられた曲面と向き付け可能な曲面の差異は、微妙で曖昧かもしれない。向き付け可能な曲面は、向きを入れることができる曲面を意味するのに対し、向き付けられた曲面は、向き付け可能な上に、2つの可能な向きのうちの一つが選択されたデータを持っている曲面のことを言う。
例
物理的な世界で出くわす曲面の大半は、向き付け可能である。例えば、球面や平面、トーラスは向き付け可能である。しかし、メビウスの帯や実射影平面(real projective plane)やクラインの壺は向き付け不可能である。それらは3次元に可視化されるように、どれも面を一つしかもたない。実射影平面やクラインの壺は、R3 へ埋め込むことはできず、ただ、きれいに交叉させてはめ込める(immersed)だけである。
埋め込まれた曲面は局所的には常に2つの面を持っていることに注意すると、面が一つの曲面を這い回っている近眼の蟻は、そこに「もう一つの面」があると考えるだろう。面が一つということの本質は、蟻が曲面上から飛び出したり縁を通ったりせずに、単純に曲面の上をどこまでも這っていくことで、「もう一つの面」へ到達できることである。
一般に、向き付け可能であるという性質は、2つの面を持っているという性質と同値ではないが、しかし、周囲の空間（上記の R3 のような）が向き付け可能である場合は、このことは同値となる。例えば、{\displaystyle K^{2}} をクラインの壺とすると、
{\displaystyle K^{2}\times S^{1}}
にトーラスを埋め込んで、1つの面を持つようにでき、同じ周囲の空間の中のクラインの壺は、2つの面を持つことができてしまう。
三角分割による向き付け
どのような曲面も三角分割――すなわち、多数の三角形への分割であって、どの辺もほかの高々一つの辺に貼り合わされているようなもの――を持っている。各々の三角形は、周の向きを選択し、各辺の向きをそれに準じるものとすることによって向き付けられる。貼り合わせて隣り合う二辺が反対方向を指すようになっていれば、この曲面の向きが決まる。曲面が向き付け可能なときは、そのような選択が可能であり、その場合にはちょうど2つの向きが存在する。
図形  が、鏡像に変わらないように、曲面のすべての点上に整合性を持って配置できたならば、このことは三角分割でできた三角形らに上記の意味での向きを誘導する。各三角形の向きは、内部にある「図形」の色を 赤-緑-青 の順で辿るようなものを選択すればよい。
この方法は、単体分割（三角分割の高次元への一般化）を持つ全ての n 次元多様体へ一般化できる。しかしながら、4 次元多様体には単体分割を持たないものも存在し、一般には、n > 4 に対しては同値でない三角分割を持つこともある。

## 多様体の向き付け可能性

### トポロジカルな定義
n 次元多様体（有限次元ベクトル空間、もしくは抽象的な多様体へ埋め込まれた）は、上の曲面の場合と同じ定義を使い、n 次元球体に同相な像を多様体の中にとり、多様体の中で動かして元へ戻し、その結果として球体を鏡映することが可能な場合、向き付け不可能と言う。同じことであるが、 n 次元多様体は、(n-1) 次元球体 B と単位区間 [0,1] の直積に関して一端の球体 B×{0} をもう一端の球体 B×{1} に一度鏡映して貼り合わせてできる空間に同相な像を含むとき、向き付け不可能であるという。このような空間は、曲面ではメビウスの帯であり、3次元多様体(3-manifold)ではクライン体である。 
別な定義方法として、構造群の言葉では、向き付け可能な多様体とは、その構造群 (先験的にGL(n)) が向き付け保存な変換の部分群 GL+(n) へ縮退できるときを言う。具体的には、向き付け可能な多様体とは、向き付け可能な n 次元開球体（つまり全ての変換が向きを保つ）の被覆となっている場合を言う。ここでは、局所向き付けとは何かを定義する必要があり、ベクトルバンドルの向き付け（ある点での局所向き付けは接空間の向き付けである）を使う、もしくは、特異ホモロジーを使い局所向き付けがなされる。（特異ホモロジーの定義する向きは、点 p での n 次相対ホモロジー(relative homology)群
{\displaystyle H_{n}(M,M\setminus \{p\};\mathbb {Z} )}
の生成元の選択により点 p での局所向き付けが決まる。）従って、多様体が向き付け可能とは、多様体全体を通して整合的に局所向き付けを選択できる場合を言う。
ホモロジーを使うと、コンパクトな n 次元多様体に対しては、局所向き付けなしで向き付け可能性を定義することができる。コンパクトな n 次元多様体 M が向き付け可能であることと、一番次数の高いホモロジー群
{\displaystyle H_{n}(M,\partial M;\mathbb {Z} )}
が {\displaystyle \mathbb {Z} } と同型であることとは同値である。  
任意の単体分割可能な多様体へ適用された単体ホモロジーを考えると、上の曲面の場合に行ったように、単体分割で固有に向き付けられた最高次数の単体について具体的なステートメントを考えることができる。
多様体が微分可能構造を持っていると、微分可能多様体上の微分形式の言葉を使うことができる（以下を参照）。

### 微分可能多様体の向き付け
向き付け可能性を考える別な方法は、多様体の各々の点での「右手系」と「左手系」の選択として向き付けを考えることである。微分可能多様体が向き付け可能とは、「右手系」が各々の座標の貼り合わせとなる座標変換が存在する場合を言う。さらに詳しくは、多様体が正のヤコビ行列式を持つ遷移函数となる座標貼り合わせ(coordinate atlas)を持っている場合に、その多様体を向き付け可能と言う。そのような最大の座標貼り合わせは多様体の向き付けを定義するので、そのような貼り合わせを持った多様体を向き付け可能という。
同じことであるが、n 次元微分可能多様体は、多様体上のすべての点で向き付け可能な接ベクトルの基底(basis of tangent vectors)の整合性を持つ選択が存在するとき、向き付け可能という。これは様々な方法で定式化することができ、その中の一つの方法は、M が体積形式を持たせることである。体積形式は多様体上のすべての点で非負である次数 n の微分形式であり、そのような n-形式が与えられると、座標の貼り合わせは、ω を向き付け可能な Rn の上のユークリッドの体積形式の整数倍へ写像する局所微分同相から構成される。

## 向き付け可能二重被覆
密接に関連する考え方は被覆空間の考え方である。連結な多様体 M に対し、x を M 上の点で o を x での向き付けとしたペア (x, o) の集合である M* を取る。ここに、M は全ての点の上の接空間の向き付けを選択できるように滑らかなことを前提とするか、または、特異ホモロジーを使い、向きを定義しているとする。すると、M の全ての開いた向き付け可能な部分集合に対し、ペアの対応する集合を考え、M* の開集合であると定義することができる。これが M* にトポロジーを与え、従って、(x, o) から x への射影は、2-1 の被覆写像である。この空間は向き付け可能であるので、被覆空間を向き付け可能二重被覆と呼ぶ。M* が連結的であることと M が向き付け不可能であることとは同値である。
この被覆を構成する別な方法は、基底点を持つループを向き付け保存なループ、もしくは、向き付け反転ループへと分割することである。向き付け保存ループは基本群の部分群を生成し、基本群は群全体かまたは指数 2 の群である。後者の場合（これは向き付け反転経路があることを意味する）、部分群は連結二重被覆に対応し、この被覆は構成より向き付け可能である。前者の場合は、単純に M の 2つのコピーをとることができて、それぞれは異なる向き付けに対応する。

## ベクトルバンドルの向き付け
実ベクトルバンドルは、前提的にGL(n)を構造群として持ち、正の行列式をもつ行列である {\displaystyle GL^{+}(n)} へ構造群が構造群の縮退(reduced)するとき、向き付け可能と呼ばれる。接バンドルに対し、基礎となる多様体が向き付け可能であれば、構造群の {\displaystyle GL^{+}(n)} への縮退はいつも可能であり、実際、滑らかな実多様体の向き付けを定義する便利な方法をもたらす。滑らかな多様体は、接バンドルが（ベクトルバンドルとして）向き付け可能なとき、向き付け可能であると定義する。多様体自身としては、たとえ向き付け不可能な多様体であっても、接バンドルは常に向き付け可能であることに注意する。

## 関連する概念

### 線型代数
向き付け可能の考え方は、本質的には実一般線型群のトポロジーより導かれる。{\displaystyle \operatorname {GL} (n,\mathbf {R} )} は、最低のホモトピー群 {\displaystyle \pi _{0}(\operatorname {GL} (n,\mathbf {R} ))=\mathbf {Z} /2} であるので、実ベクトル空間の可逆な変換は、向き付けを保つか、向き付けを反対にするかのどちらかである。
このことは、球面の自己ホモトピー同値の空間も 2つの連結成分をもつように、微分可能多様体のみならず、位相多様体に対しても成立する。これらの写像を「向きを保つ」写像、「向きをひっくり返す」写像と書くこともできる。
対称群の類似概念は、偶置換がなす交代群である。

### ローレンツ幾何学
ローレンツ幾何学には、2つの種類の向き付け可能性、空間の向き付け可能性と時間の向き付け可能性がある。それらは、時空の因果構造(causal structure)の役割を果たす。一般相対論の脈絡で、時空多様体が向き付け可能とは、2人の右手系の観測者が同じ時空の点から出発し、ロケット旅行の末、他の点で再会したときは、いつでも互いに右手系のままである場合を言う。時空が時間で向き付け可能であれば、2人の観察者は、常に彼らの会う始点と終点での時間方向は一致するであろう。実際、任意の 2人が互いに先に出発した人に会うことができれば、空間向き付け可能であることは時間で向き付け可能である。
公式には、擬直交群 O(p,q) は指標(characters)のペアを持つ。すなわち、空間向き付け指標 σ+ と時間向き付け指標 σ− であり、
{\displaystyle \sigma _{\pm }:\operatorname {O} (p,q)\to \{-1,+1\}}
となる。これらの積 σ = σ+σ− は、向き付け指標を与える行列式である。擬リーマン多様体の空間向き付けは、随伴バンドル(associated bundle)
{\displaystyle \operatorname {O} (M)\times _{\sigma _{+}}\{-1,+1\}}
の切断と同一視できる。ここに O(M) は擬直交標構のバンドルである。同様に、時間向き付けは随伴バンドル
{\displaystyle \operatorname {O} (M)\times _{\sigma _{-}}\{-1,+1\}}
の切断である。